# 劳拉·阿萨道斯凯特
劳拉·阿萨道斯凯特（1984年2月28日—），立陶宛女子现代五项运动员。她曾參加2012年夏季奧林匹克運動會現代五項比賽，以總分5408分獲得女子个人金牌，她也参加了2008年和2016年夏季奥运会。在2011年獲得世界現代五項錦標賽的銅牌，也因此獲選2011年立陶宛年度最佳運動員。2015年時獲選立陶宛年度最佳女運動員。也曾多次參加世界現代五項錦標賽以及現代五項歐洲錦標賽，並且獲得金牌。
阿萨道斯凯特的教練是Jevgenij Kliosov，後來由她先生，也是2004年奧運現代五項銀牌的安德烈斯·扎德內普羅夫斯基擔任教練。
阿萨道斯凯特2009年時和安德烈斯·扎德內普羅夫斯基結婚。第二年生了女兒。阿萨道斯凯特是米科拉斯·罗梅里斯大学的研究生，研究行政和歐盟政策。

## 榮譽
- 阿萨道斯凯特在2007年獲得立陶宛功績勳章（Ordino „Už nuopelnus Lietuvai" medalis）[7]
- 阿萨道斯凯特在2012年獲得立陶宛指揮官大十字勳章（Ordino „Už nuopelnus Lietuvai" Komandoro didysis kryžius）[8]